# Jungar Qi
Jungar Qi (chorągiew Jungar; chiń. 准格尔旗; pinyin: Zhǔngé’ěr Qí) – chorągiew w północnych Chinach, w regionie autonomicznym Mongolia Wewnętrzna, w prefekturze miejskiej Ordos. W 1999 roku liczyła 263 092 mieszkańców.